# فورد أي (1927-1931)
فورد أي هي سيارة من صناعة شركة فورد أنتجت في 1927 وتوقف إنتاجها في 1931.